# 杰尔姆·哈蒙
杰尔姆·哈蒙（英語：Jerome Harmon，1969年2月6日—），美国NBA联盟前职业篮球运动员。